# Viánnos
Viánnos (em grego: Βιάννος) é um município e unidade municipal na costa sul do centro da ilha de Creta, Grécia, na unidade regional de Heraclião. O município tem 221,54 km² de área e em 2011 tinha 5 563 habitantes (densidade: 25,1 hab./km²).
A capital do município, a vila de Ano Viánnos, encontra-se 27 km a sudeste de Arcalochóri, 56 km a sudeste de Heraclião e 40 km a oeste-noroeste de Ierápetra (distâncias por estrada).